# Хряцьківська сільська рада
Хря́цьківська сільська́ ра́да — адміністративно-територіальна одиниця та орган місцевого самоврядування в Герцаївському районі Чернівецької області. Адміністративний центр — село Хряцька.

## Загальні відомості
- Населення ради: 1 992 особи (станом на 2001 рік)

## Населені пункти
Сільській раді підпорядковані населені пункти:
- с. Хряцька

## Склад ради
Рада складається з 16 депутатів та голови.
- Голова ради: Матей Ємілія Георгіївна
- Секретар ради: Абабій Анжела Мірчевна

### Керівний склад попередніх скликань
| Прізвище, ім'я, по батькові | Основні відомості                                                               | Дата обрання | Дата звільнення |
| --------------------------- | ------------------------------------------------------------------------------- | ------------ | --------------- |
| Москалу Михайло Іванович    | Сільський голова, 1952 року народження, безпартійний                            | 26.03.2006   | 31.10.2010      |
| Костя Василь Георгійович    | Сільський голова, 1967 року народження, освіта середня спеціальна, безпартійний | 31.10.2010   | 14.02.2014      |
| Матей Ємілія Георгіївна     | Сільський голова, 1971 року народження, освіта вища, позапартійна               | 25.05.2014   |                 |

Примітка: таблиця складена за даними сайту Верховної Ради України

### Депутати
За результатами місцевих виборів 2010 року депутатами ради стали:

#### За суб'єктами висування
| Суб'єкт висування | Кількість обраних депутатів | %    |
| ----------------- | --------------------------- | ---- |
| Партія регіонів   | 14                          | 87,5 |
| Самовисування     | 2                           | 12,5 |

#### За округами
| № округу        | Прізвище, ім'я, по батькові     | Дата визнання обраним | Освіта             | Партійна приналежність | Відомості про обраного депутата                         |
| --------------- | ------------------------------- | --------------------- | ------------------ | ---------------------- | ------------------------------------------------------- |
| Партія регіонів |                                 |                       |                    |                        |                                                         |
| 1               | Александру Харлампій Степанович | 05.11.2010            | середня спеціальна | позапартійний          | приватний підприємець                                   |
| 2               | Аміхалакіоає Ольга Пинтилеївна  | 05.11.2010            | середня спеціальна | член Партії регіонів   | Хряцьківська загальноосвітня школа, вчитель             |
| 4               | Олару Доріан Георгійович        | 05.11.2010            | вища               | член Партії регіонів   | Хряцьківська загальноосвітня школа, вчитель             |
| 5               | Медведь Родіка Василівна        | 05.11.2010            | вища               | позапартійна           | Хряцьківська загальноосвітня школа, заступник директора |
| 6               | Якобуца Іван Федорович          | 05.11.2010            | середня            | член Партії регіонів   | Хряцьківська загальноосвітня школа, педагог-організатор |
| 7               | Абабій Анжела Мірчевна          | 05.11.2010            | вища               | член Партії регіонів   | Хряцьківська сільська рада, секретар                    |
| 8               | Тінку Оксана Василівна          | 05.11.2010            | середня            | член Партії регіонів   | приватний підприємець                                   |
| 9               | Тома Ілля Валерійович           | 05.11.2010            | вища               | член Партії регіонів   | Хряцьківська сільська рада, головний бухгалтер          |
| 10              | Лупу Петро Іванович             | 05.11.2010            | середня спеціальна | член Партії регіонів   | Хряцьківська сільська рада, землевпорядник              |
| 12              | Сухинський Харлампій Петрович   | 05.11.2010            | середня            | позапартійний          | «Імперія будінвест» м. Чернівці, охоронник              |
| 13              | Апреутес Вероніка Миколаївна    | 05.11.2010            | середня спеціальна | член Партії регіонів   | Канотовська загальноосвітня школа, вчитель              |
| 14              | Тудос Галина Миколаївна         | 05.11.2010            | середня            | член Партії регіонів   | ТОВ «Джерело», робітник                                 |
| 15              | Москалу Маріана Іванівна        | 05.11.2010            | середня спеціальна | член Партії регіонів   | Хряцьківська загальноосвітня школа, вчитель             |
| 16              | Матей Ємілія Георгіївна         | 05.11.2010            | середня спеціальна | член Партії регіонів   | Герцаївська РДА, начальник управління АПК               |
| Самовисування   |                                 |                       |                    |                        |                                                         |
| 3               | Мідвігі Тетяна Леонідівна       | 05.11.2010            | вища               | позапартійна           | ТОВ «Джерело», головний зоотехник                       |
| 11              | Паскал Іван Георгійович         | 05.11.2010            | середня спеціальна | позапартійний          | тимчасово не працює                                     |